# Владикавказский трамвай
Владикавка́зский трамва́й (осет. Дзæуджыхъæуы трамвай) — система общественного транспорта в городе Владикавказе Северной Осетии. Открыт 6 августа 1904 года. Самая южная трамвайная система России и одна из старейших в стране.

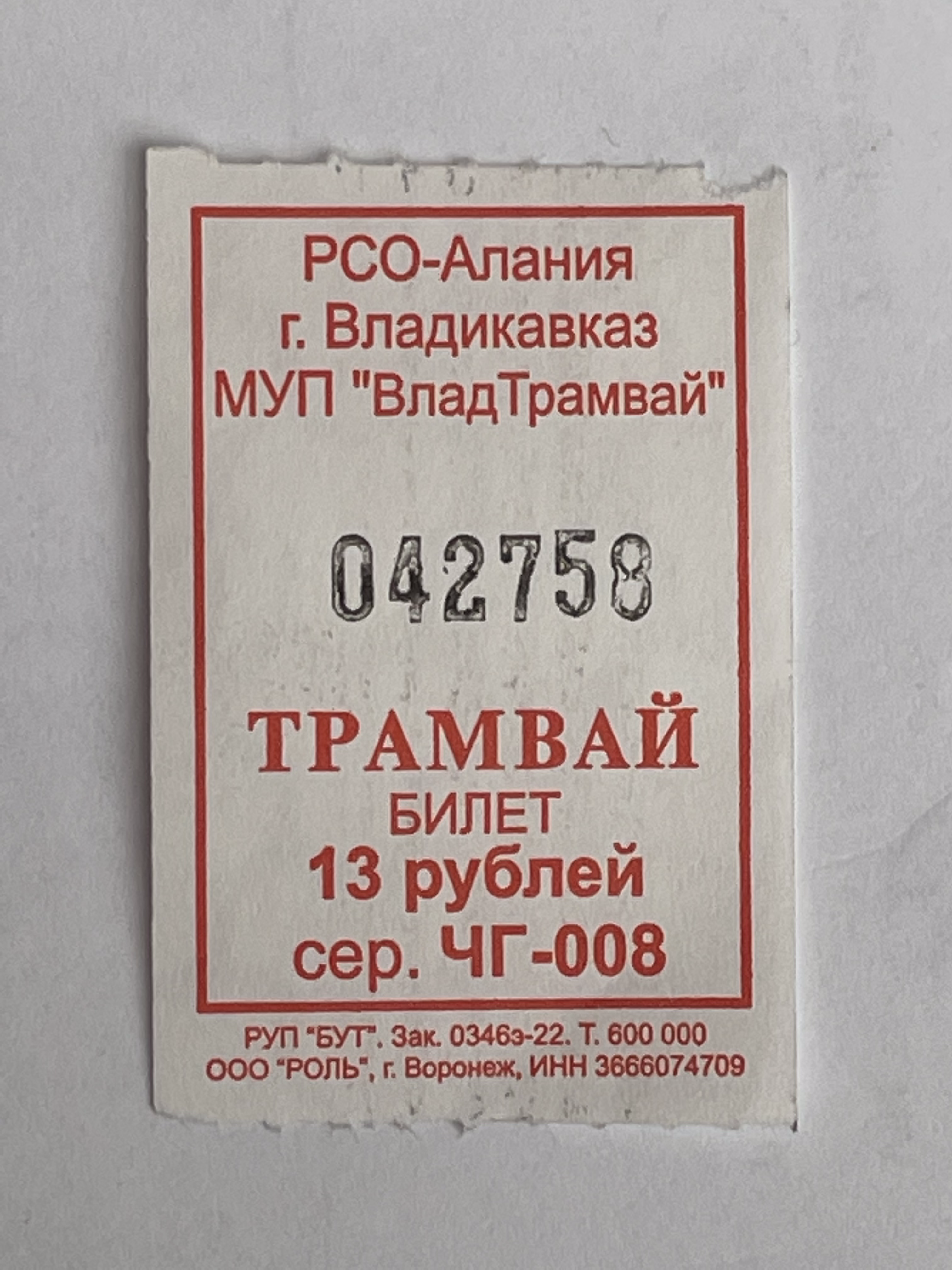
Проездной билет, 2023 год

## История

### Первые проекты
Первый проект трамвайного движения во Владикавказе мог воплотиться в жизнь в 1890 году: инженер по фамилии Нигровский заключил контракт с городскими властями. Целью работ по контракту являлось сооружение линий конно-железной дороги по пяти городским улицам. Но конка дальше идеи не пошла.
8 октября 1896 года городская дума Владикавказа приняла решение о сооружении электрического трамвая и освещения. В январе 1897 года для ведения переговоров с целью заключения трамвайного контракта прибыли несколько претендентов:
- Инженер Ковелев.
- Фирма Сотэ, Варле и Ко (Париж).

Торги на отдачу сорокалетней трамвайной концессии состоялись в феврале 1897 года. Приглашение для участия в конкурсе на получение и условия концессии были опубликованы во всех ведущих российских газетах. В конкурсе победил греческий подданный Е. И. Скараманга.

### Узкоколейные трамваи
В середине 1899 года Е. И. Скараманга передал права на строительство бельгийской организации «Анонимное общество Владикавказских электрических трамваев и освещения». Штаб-квартира Владикавказских трамваев находилась в Брюсселе, по адресу улица Напле, дом № 48.
Подготовительные работы проводились с лета 1899 по 1902 год. Летом 1899 года была проведена съёмка местности для электростанции, для депо и для будущих линий трамвая. По результатам съёмки были созданы чертежи зданий, вагонов, а также планы трамвайных линий. Колея трамвая была выбрана узкая — 1 000 мм; рельсы типа Феникс. Вся документация была отправлена в Брюссель в сентябре 1899 года.
В 1900 году были окончательно утверждены условия концессии. 2 марта было объявлено, что концессионный срок составляет 38 лет с момента запуска предприятия.
| Статья                                       | Единицы измерения  | Работы в 1903 году |
| -------------------------------------------- | ------------------ | ------------------ |
| Работы с подряда по сооружениям              | Бельгийские франки | 1 532 309          |
| Подряд по сооружениям                        | Бельгийские франки | 532 532            |
| Акционерный капитал общества на конец года   | Бельгийские франки | 1 600 000          |
| Облигационный капитал общества на конец года | Бельгийские франки | 1 250 000          |
| Выплаты кредиторам                           | Бельгийские франки | 62 852             |
| Первоначальное обзаведение                   | Бельгийские франки | 317 000            |
| Уложено путей                                | Километры          | 4,2                |

С января 1902 года во Владикавказ прибыли бельгийские и немецкие инженеры, которые в сентябре приступили к постройке трамвая и укладке путей на Ольгинском (Чугунном) мосту через реку Терек. Субподрядчиком работ стало Электрическое общество «Гелиос» из Кёльна (эта организация позже, в 1904 году провела электрификацию линии конного трамвая в Тифлисе). Эта организация выполняла задачи поставки и установки электрооборудования как на электростанции, так и на трамвае. Основные работы по строительству трамвайной инфраструктуры Владикавказа были завершены в первой половине 1903 года.
Ожидалось, что трамвай будет запущен осенью, но по ряду причин его пуск был перенесён на следующий год. В 1904 году на трамвайную линию поступили 12 моторных закрытых и открытых вагонов. Моторные вагоны были оборудованы роликовыми токоприёмниками. Были уложены одноколейные трамвайные линии с разъездами, исключение составила линия по Александровскому проспекту и Московской улице: она была двухпутной.
3 августа открыто движение электрического трамвая во Владикавказе. Весь доход от продажи билетов, как в этот день, так и в следующий день, 4 августа, будет внесён в пользу чинов действующей армии и флота на Дальнем
Востоке и их семейств

### Эксплуатация до революции
Торжественный пуск трамвая состоялся 24 июля [6 августа] 1904 года. Регулярное пассажирское движение по трём линиям началось с 3 (16) августа 1904 года. Линия от Вокзала до Ольгинского моста была двухпутной. Остальные линии — однопутные с разъездами.
1908 годНачата проработка вопроса о прокладке новой линии в затеречной части до кадетского корпуса.
1909 годДля подвоза топлива на электростанцию, от товарного двора железной дороги построена грузовая трамвайная ветка длиной 1,7 км. Проектируется прокладка путей до селений Ольгинское и Базоринское.
| 1905        |      | 1 557 000 | 1 557 000 | 1 557 000 | 1 557 000 | 1 557 000 | 1 557 000 |           |           |           |  |
| 1906прогноз |      |           |           |           |           |           |           |           |           |           |  |
| 1907прогноз |      |           |           |           |           |           |           |           |           |           |  |
| 1908прогноз |      |           |           |           |           |           |           |           |           |           |  |
| 1909прогноз |      |           |           |           |           |           |           |           |           |           |  |
| 1910прогноз |      |           |           |           |           |           |           |           |           |           |  |
| 1911        | 1911 | 1911      | 1911      | 1911      | 1911      | 1911      | 2 348 000 | 2 348 000 | 2 348 000 | 2 348 000 |  |
| 1912прогноз |      |           |           |           |           |           |           |           |           |           |  |
| 1913        | 1913 | 1913      | 1913      | 1913      | 1913      | 1913      | 1913      | 1913      | 3 315 000 | 3 315 000 |  |
| 1914прогноз |      |           |           |           |           |           |           |           |           |           |  |

1912 годПроложена одноколейная линия с рельсами «Виньоль» от Ольгинской улицы (Плиева) по Тифлисской (проспект Коста) до кадетского корпуса длиной 1,7 км, запущен четвёртый маршрут.
1913 годПротяжённость путей составила 12,5 км.
1914 годЗакончена длившаяся с 1910 года проработка плана строительства междугородней трамвайной линии от Владикавказа до Тифлиса длиной 216 км (202 версты).
1915 годПопытка выкупа трамвая городской думой.

### Эксплуатация всоветское время
В те годы это было повсеместное российское явление: К началу мирных 1920-х годов 42 % от оставшихся в пределах страны трамвайных предприятий полностью прекратили работу; а ещё 22 % функционировали нерегулярно, главным образом в летнее время. 
Несмотря на то, что это время было наиболее благоприятное для работы транспортников, многие потенциальные пассажиры предпочитали передвигаться пешком, вследствие чего выручка от перевозок оказывалась совсем небольшой.

Трамвай Владикавказа был остановлен в 1921 году по причине того, что «расказаченное» население края,  прежде зажиточного, не могло из-за бедности расплачиваться даже по минимальным тарифам.
1918 годТрамвайная сеть была муниципализирована.
1920 годК середине года ситуация с топливом чрезвычайно ухудшилась, и с осени трамвай был остановлен.
1921 годВесной система была снова запущена, но трамвай ходил с перебоями. После двухлетнего перерыва трамвай проработал в течение трёх месяцев, курсировали всего 5-6 вагонов, позже движение снова остановилось. Это произошло из-за убыточности предприятия (к этому привели такие причины, как высокая стоимость электроэнергии и низкая платёжеспособность населения).
1923 годТрамвай был запущен, но проработал недолго.
1924 годВ первом полугодии трамвай работал с перерывами. С 7 ноября трамвайная система Владикавказа возобновила постоянную работу.

### 1930—1950 годы. Развитие трамвая. Война
Планом третьей пятилетки (1938—1942 годы) было предусмотрено проведение новых линий трамвая общей длиной 26,5 км: в Шалдон (по улицам Сунжевской, Орехалашвили, Коста Хетагурова, Свободы), Владимирскую слободку, от пехотной школы по Тифлисской улице и Военно-Грузинской дороге к домам отдыха завода «Электроцинк». Новый генеральный план города, датированный 1937 годом, намечал проведение троллейбусной линии по Пролетарскому проспекту с переносом с неё трамвая на ул. Фрунзе (быв. Орехалашвили). Была построена одноколейная линия от вокзала по ул. Шоссейной к слободке Шалдон и улицам Коста Хетагурова и Свободы до площади Штыба. Этот участок длиной 3,2 км был введён в строй в июне 1939 года. На 1940 год намечалась укладка второго пути по линии к военному училищу.
Во время Великой Отечественной войны Владикавказ оказался в центре битвы за Кавказ, возле города были остановлены немецкие войска. Летом 1942 года движение трамвая в городе прекратилось. Во время обороны города потери техники составили 8 вагонов и 9 км контактной сети. Они были разрушены в результате прямого попадания бомб. Движение было восстановлено 22 ноября 1942 года от площади Штыба до горно-металлургического института, 7 декабря 1942 года — от площади Штыба по ул. Республиканской и Ноя Буачидзе (ныне проспект Коста) по одному пути (по второму пути — 25 декабря 1942 года), 14 декабря 1942 года — по Шалдонской линии. Часть трамвайного пути была законсервирована, рельсы были использованы для ремонта пути на ул. Камалова и кривой на углу улицы Кирова и проспекта Сталина.
| 1944 |            |            |            | 6 259 000  | 6 259 000  | 6 259 000  | 6 259 000  | 6 259 000  | 6 259 000  | 6 259 000  | 6 259 000  | 6 259 000  | 6 259 000  | 6 259 000  | 6 259 000  | 6 259 000  | 6 259 000  | 6 259 000  |         |         |         |         |         |         |         |  |  |  |  |  |  |  |  |  |  |  |  |  |  |  |  |  |  |  |            |  |
| 1945 |            |            | 4 153 000  | 4 153 000  | 4 153 000  | 4 153 000  | 4 153 000  | 4 153 000  | 4 153 000  | 4 153 000  | 4 153 000  | 4 153 000  | 4 153 000  | 4 153 000  | 4 153 000  | 4 153 000  | 4 153 000  | 4 153 000  |         |         |         |         |         |         |         |  |  |  |  |  |  |  |  |  |  |  |  |  |  |  |  |  |  |  |            |  |
| 1946 |            |            |            |            | 10 089 000 | 10 089 000 | 10 089 000 | 10 089 000 | 10 089 000 | 10 089 000 | 10 089 000 | 10 089 000 | 10 089 000 | 10 089 000 | 10 089 000 | 10 089 000 | 10 089 000 | 10 089 000 |         |         |         |         |         |         |         |  |  |  |  |  |  |  |  |  |  |  |  |  |  |  |  |  |  |  |            |  |
| 1947 | 15 620 000 | 15 620 000 | 15 620 000 | 15 620 000 |            |            |            |            |            |            |            |            |            |            |            |            |            |            |         |         |         |         |         |         |         |  |  |  |  |  |  |  |  |  |  |  |  |  |  |  |  |  |  |  |            |  |
| 1948 | прогноз    | прогноз    | прогноз    | прогноз    | прогноз    |            |            |            |            |            |            |            |            |            |            |            |            |            |         |         |         |         |         |         |         |  |  |  |  |  |  |  |  |  |  |  |  |  |  |  |  |  |  |  |            |  |
| 1949 | прогноз    | прогноз    | прогноз    | прогноз    | прогноз    | прогноз    |            |            |            |            |            |            |            |            |            |            |            |            |         |         |         |         |         |         |         |  |  |  |  |  |  |  |  |  |  |  |  |  |  |  |  |  |  |  |            |  |
| 1950 | 23 645 000 | 23 645 000 | 23 645 000 | 23 645 000 | 23 645 000 | 23 645 000 | 23 645 000 |            |            |            |            |            |            |            |            |            |            |            |         |         |         |         |         |         |         |  |  |  |  |  |  |  |  |  |  |  |  |  |  |  |  |  |  |  |            |  |
| 1951 | прогноз    | прогноз    | прогноз    | прогноз    | прогноз    | прогноз    | прогноз    | прогноз    |            |            |            |            |            |            |            |            |            |            |         |         |         |         |         |         |         |  |  |  |  |  |  |  |  |  |  |  |  |  |  |  |  |  |  |  |            |  |
| 1952 | прогноз    | прогноз    | прогноз    | прогноз    | прогноз    | прогноз    | прогноз    | прогноз    | прогноз    |            |            |            |            |            |            |            |            |            |         |         |         |         |         |         |         |  |  |  |  |  |  |  |  |  |  |  |  |  |  |  |  |  |  |  |            |  |
| 1953 | прогноз    | прогноз    | прогноз    | прогноз    | прогноз    | прогноз    | прогноз    | прогноз    | прогноз    | прогноз    |            |            |            |            |            |            |            |            |         |         |         |         |         |         |         |  |  |  |  |  |  |  |  |  |  |  |  |  |  |  |  |  |  |  |            |  |
| 1954 | прогноз    | прогноз    | прогноз    | прогноз    | прогноз    | прогноз    | прогноз    | прогноз    | прогноз    | прогноз    | прогноз    |            |            |            |            |            |            |            |         |         |         |         |         |         |         |  |  |  |  |  |  |  |  |  |  |  |  |  |  |  |  |  |  |  |            |  |
| 1955 |            |            |            |            |            |            |            |            |            |            |            |            |            |            |            |            |            |            |         |         |         |         |         |         |         |  |  |  |  |  |  |  |  |  |  |  |  |  |  |  |  |  |  |  | 36 370 000 |  |
| 1956 | прогноз    | прогноз    | прогноз    | прогноз    | прогноз    | прогноз    | прогноз    | прогноз    | прогноз    | прогноз    | прогноз    | прогноз    | прогноз    |            |            |            |            |            |         |         |         |         |         |         |         |  |  |  |  |  |  |  |  |  |  |  |  |  |  |  |  |  |  |  |            |  |
| 1957 | прогноз    | прогноз    | прогноз    | прогноз    | прогноз    | прогноз    | прогноз    | прогноз    | прогноз    | прогноз    | прогноз    | прогноз    | прогноз    | прогноз    | прогноз    | прогноз    | прогноз    |            |         |         |         |         |         |         |         |  |  |  |  |  |  |  |  |  |  |  |  |  |  |  |  |  |  |  |            |  |
| 1958 | прогноз    | прогноз    | прогноз    | прогноз    | прогноз    | прогноз    | прогноз    | прогноз    | прогноз    | прогноз    | прогноз    | прогноз    | прогноз    | прогноз    | прогноз    | прогноз    | прогноз    | прогноз    | прогноз | прогноз | прогноз |         |         |         |         |  |  |  |  |  |  |  |  |  |  |  |  |  |  |  |  |  |  |  |            |  |
| 1959 | прогноз    | прогноз    | прогноз    | прогноз    | прогноз    | прогноз    | прогноз    | прогноз    | прогноз    | прогноз    | прогноз    | прогноз    | прогноз    | прогноз    | прогноз    | прогноз    | прогноз    | прогноз    | прогноз | прогноз | прогноз | прогноз | прогноз | прогноз | прогноз |  |  |  |  |  |  |  |  |  |  |  |  |  |  |  |  |  |  |  |            |  |
| 1960 |            |            |            |            |            |            |            |            |            |            |            |            |            |            |            |            |            |            |         |         |         |         |         |         |         |  |  |  |  |  |  |  |  |  |  |  |  |  |  |  |  |  |  |  | 49 500 000 |  |

В 1944 году город Орджоникидзе был переименован в Дзауджикау. После войны в 1945 году из-за недовыпуска трамвайных вагонов на линию не работали маршруты № 2 (пехотная школа) и № 3 (Шалдон). В январе 1946 года работал единственный маршрут пл. Берия (Апшеронская) — Чугунный мост — проспект Сталина (бывший Пролетарский) — вокзал — горно-металлургический институт, но он обслуживался всего восемью вагонами. В конце года ситуация начала выправляться: трамвайное движение по маршрутам возобновилось, на линию выходили по 12—14 поездов. Несмотря на это пассажирооборот транспортной системы находился на высоком уровне: в 1944 году трамвай перевёз 6.259 тыс., в 1945 г. — 4.153 тыс., в 1946 г. — 10.089 тыс., в 1947 г. — 15.620 тыс. пассажиров.

### 1950-е годы. Расширение и реконструкция
В 1955 году сеть была расширена — появилась однопутная линия с одним разъездом в Затеречной части города — от кольца на Апшеронской площади (у горно-металлургического техникума) на север вдоль ул. Ноя Буачидзе до нового разворотного кольца у чулочной фабрики. Прирост сети составил 1,76 км, движение трамваев маршрута № 4 открыто 1 ноября 1955 года.
В 1957 году были построены две новые линии:
- Линия от кольца горно-металлургического института по улицам Институтской (ныне Николаева), Генерала Плиева (ныне Иристонская), Павлика Морозова, Тельмана и Мичурина. Длина отрезка 3,2 км, движение трамваев в количестве 26 единиц открыто 1 июня 1957 года.
- Линия от суворовского училища (бывшей пехотной школы, кадетского корпуса) по ул. Тбилисской до водной станции. Длина отрезка 2,4 км, движение трамваев в количестве 4 поездов открыто 2 ноября 1957 года. Сюда был организован новый маршрут № 5 «Хладокомбинат» — «Водная станция»).

В 1958-1959 годах проводились крупномасштабные работы по реконструкции трамвайных сетей города:
- Старый Чугунный мост был снесён и построен заново, на новой переправе были уложены трамвайные пути. Движение трамвая по новому мосту и обновлённым путям от площади Штыба до угла ул. Ноя Буачидзе было возобновлено 4 декабря 1958 года.
- Уложен второй путь вдоль ул. Ноя Буачидзе на участке от ул. Кизлярской на север до разъезда у школы № 26 (маршрут № 4). Длина участка составила 870 м, движение трамваев по этому участку началось 28 декабря 1958 года.
- В течение 1959 года вторые пути были уложены вдоль ул. Тбилисской на участке от ул. Серафимовича до суворовского училища протяжённостью 800 м, а также по ул. Ноя Буачидзе от школы № 26 до кольца чулочной фабрики (длина — 500 м).
- В декабре 1959 года были реконструированы трамвайные пути на ул. Институтской.

### 1960-е. Дальнейшее развитие и усовершенствование
В 1960 году была построена вторая трамвайная линия через Терек — от чулочно-трикотажной фабрики по ул. Широкой (Калинина), новому мосту через Терек и ул. Чапаева до стыка с линией по ул. Институтской (Николаева). Введение в строй нового участка длиной 1,8 км позволило впервые в городе организовать кольцевой трамвайный маршрут «ул. Чапаева — чулочно-трикотажная фабрика — площадь Штыба — ул. Чапаева». Ему был присвоен номер 6, он заработал с 4 декабря 1960 года. В тот Владикавказский трамвай состоял из 6 трамвайных маршрутов.
В 1961 году была построена ещё одна линия на левом берегу Терека. Этот отрезок длиной 4,2 км прошёл от чулочно-трикотажной фабрики по ул. Широкой (ныне Калинина), Леваневского с поворотным кольцом на Кавказской улице (ныне Гугкаева). Пассажирское движение открылось 8 июля 1961 года, пассажиров перевозили поезда нового маршрута № 7 от площади Штыба по проспекту Сталина (Мира), далее мимо вокзала по улицам Маркова, Чапаева, через новый мост к чулочно-трикотажной фабрике и по новой линии до ул. Кавказской. В обратном направлении вагоны шли к площади Штыба через ул. Ноя Буачидзе (ныне проспект Коста) и Орджоникидзевский мост (бывший Чугунный). В обратную сторону этот маршрут получил № 8.
В 1964 году пути по Тбилисской улице на участке от суворовского училища до водной станции были сделаны двупутными (длина отрезка 2 км) и был построен соединительный путь с ул. Ноя Буачидзе на ул. Тбилисскую. Это строительство позволило с 1 мая 1964 года проложить прямой маршрут № 9 от ул. Тельмана через улицы Чапаева, Ноя Буачидзе, Тбилисской до водной станции в обход центра города. Обратный путь вагонов этого маршрута пролегал через площадь Штыба и вокзал, при этом трамваи линии № 5 курсировали прежним маршрутом через центр, но обратно стали идти от водной станции через ул. Ноя Буачидзе, мимо чулочно-трикотажной, по ул. Чапаева с выходом на кольцо по ул. Тельмана. К 60-летнему юбилею (1964 год) трамвай имел протяжённость путей 42,2 км.

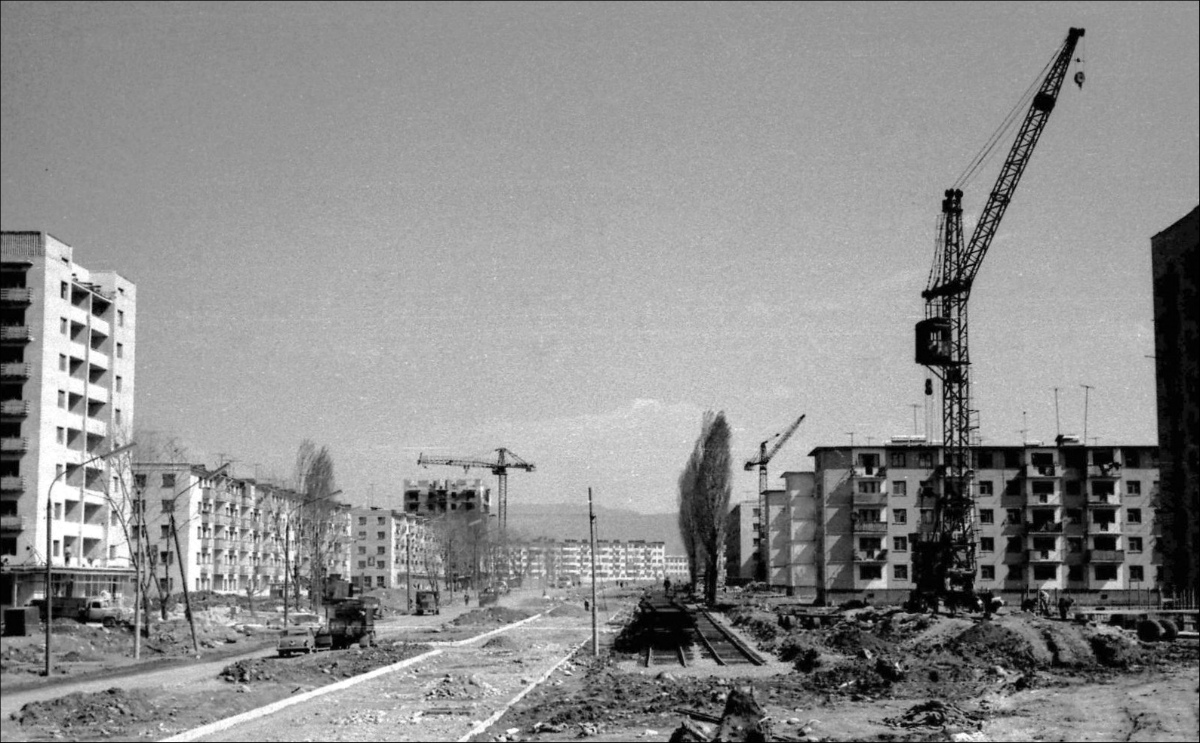
Строительство трамвайной линии в Северо-Западной части города. 1969 год.

В 1969—1970 годах началось новое строительство — была проложена новая трамвайная линия от кольца на ул. Кавказской через новые микрорайоны по ул. Леваневского, Ноя Буачидзе (проспекту Коста) и Степной (ныне Калоева). Движение кольцевых маршрутов № 7 и 8 открылось по этому участку длиной 4 км в конце апреля 1970 года. Протяжённость путей Владикавказского трамвая в 1970 году составила 46,3 км.

### С 1970-х до середины 1990-х. Комплексное развитие городского транспорта
В 1965 году трамвай перевёз 54,8 млн, в 1970 году — 51,4 млн, в 1975 году — 48,9 млн пассажиров. В 1970-е годы кроме трамвая во Владикавказе получил сильное развитие городской автобус. В июле 1973 года по городу курсировало 88 автобусов по 16 городским маршрутам. Объём перевозок был сопоставим с трамвайным: в 1971 году перевезли 33,4 млн, а в 1972 году — 36,4 млн пассажиров. С 1977 года автобус нёс основную нагрузку по перевозке пассажиров и перевозил уже 64 % от объёма всех пассажиров городского транспорта. Но автобуса и трамвая для перевозки жителей города было недостаточно, по этой причине с 1969 года начались работы по строительству троллейбусного депо на ул. Гастелло, возле приборостроительного завода.
Троллейбус был запущен 1 февраля 1977 года. После этого в мае 1978 года было прекращено движение трамвая по ул. Ватутина на Шалдон, а рельсы этой однопутной линии были демонтированы.
С середины 1970-х по середину 1980-х годов развитие трамваев было приостановлено, во Владикавказе шло развитие троллейбуса и автобуса.
В новых северо-западных микрорайонах шло крупномасштабное строительство, вслед за ним начался бурный рост пассажиропотоков. Ни автобусы, ни троллейбусы не справлялись, и наступил новый период расширения сети трамвайных линий. В 1987—1993 годах в эти районы была проведена новая линия трамвая.
Первая её очередь прошла от угла ул. Леваневского вдоль ул. Калинина и Ахриева (Весенней) до кольца на ул. Цоколаева (9 микрорайон). Этот отрезок длиной 4,5 км был введён в эксплуатацию 29 декабря 1987 года. Здесь пошли вагоны маршрутов № 1 и № 4. Эти два маршрута проходили в центр города по кольцу: против часовой стрелки через ул. Ноя Буачидзе, проспект Мира, ул. Чапаева двигался первый маршрут, трамваи маршрута № 4 двигались по часовой стрелке навстречу им.
Вторая очередь этой линии протянулась от кольца ул. Цоколаева по ул. Генерала Дзусова до комплекса общежитий, она была введена в строй 25 сентября 1988 году.
Третья очередь этой линии прошла от комплекса общежитий по ул. Генерала Дзусова, мимо 6 и 7 микрорайонов по улице Московской и проспекту Доватора до угла ул. Калинина был проложена в 1989—1992 годов. Движение по этому участку открылось 8 марта 1993 года, в результате трамвайные маршруты № 1 и № 4 стали самыми протяжёнными во Владикавказе.
В северо-западных микрорайонах они шли по кольцу: 1-й маршрут — по часовой стрелке, 4-й — против.
В эти годы по городу ежедневно курсировало 46 вагонов.

### С 1990-х. Выживание трамваев
В сентябре 1990 года был проведён капитальный ремонт Чугунного моста, на время работ по нему временно прекратилось движение трамваев. В 1993—1994 годах проводилась реконструкция Чапаевского моста. Зимой 1994—1995 годов с целью экономии электроэнергии на участке от водной станции до ОЗАТЭ (район бывшего кадетского корпуса) было отменено движение вагонов маршрутов № 5 и № 9, на этом участке был пущен вагон-одиночка. Маршрут которого был приостановлен в 2011 году.
Экономический кризис 1990-х годов оказал негативное влияние на работу городского электротранспорта, который был вынужден возить практически всех городских льготных пассажиров, при этом дотации за них и общее финансирование были снижены до минимума. Это привело к снижению выпуска подвижного состава на линии и убыточности эксплуатации. Иногда на линию выпускалось всего 20 вагонов трамвая и 13 троллейбусов. Основная нагрузка по перевозке пассажиров легла на коммерческие микроавтобусы, число которых во Владикавказе в 2002 г. достигло 840.
Осенью 2001 г. выпуск на линию составлял 36 вагонов трамвая и 15 троллейбусов; в июле 2002 г. — 32 трамвая и 17 троллейбусов.
В 1980 году трамвай перевёз 44,96 млн пассажиров; в 1990 г. — 39,2 млн; в 2000 г. — 63,3 млн; в 2002 г. — 60,7 млн. Протяжённость трамвайных путей в начале 2003 г. составляла 27,8 км, на инвентаре числилось 66 трамвайных вагонов.
Владикавказ стал первым в России городом, где был законсервирован троллейбус, но остался работать трамвай. Консервация троллейбуса произошла в 2011 году.
В 2015 году депо прошло процедуру банкротства и было передано в частные руки.
В 2016 году началась программа реставрации трамваев. За период 2016—2019 года, было отреставрировано 14 вагонов. Программа завершилась в 2019 году. Два вагона не дождались реставрации и были списаны.

С 2017 по 2022 год велась постепенная замена трамвайной инфраструктуры по проспекту Коста.

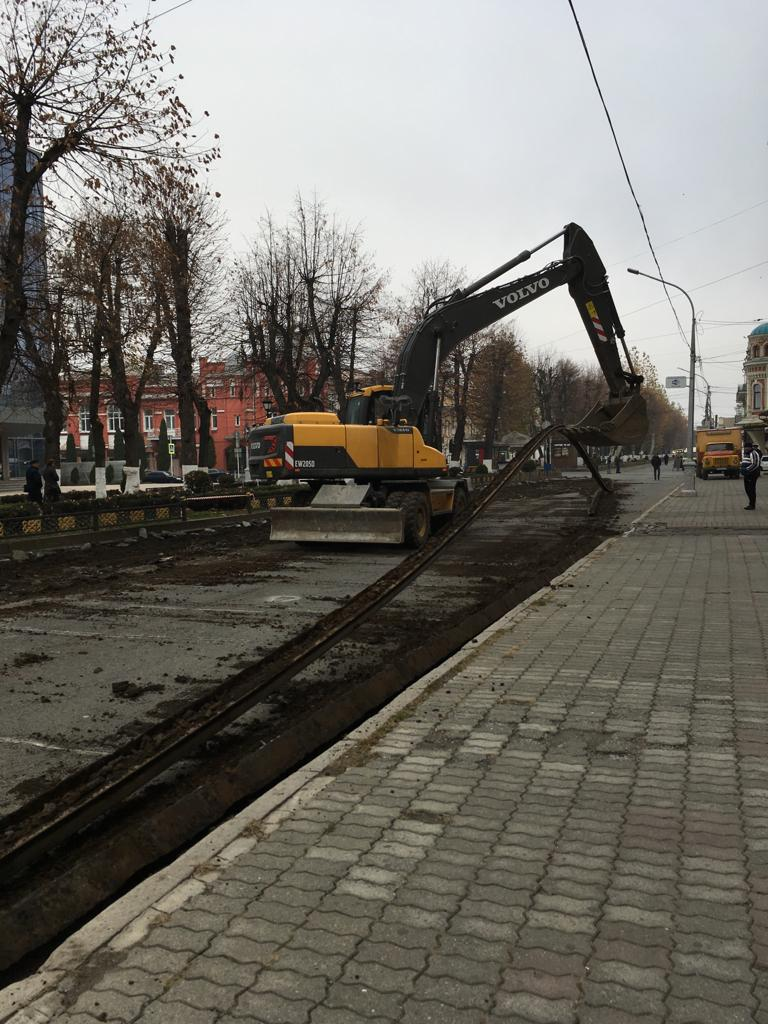
Ремонт трамвайных путей на проспекте Мира в ноябре 2019 года

19 ноября 2019 года на проспекте Мира начался ремонт трамвайных путей, в результате которого прекратилось движение трамваев на проспекте Мира и улицах Кирова, Гаппо Баева, Чермена Баева, Генерала Плиева. В декабре 2021 года по проспекту Мира возобновилось движение трамваев.

### С 2020-х. Возрождение трамвая

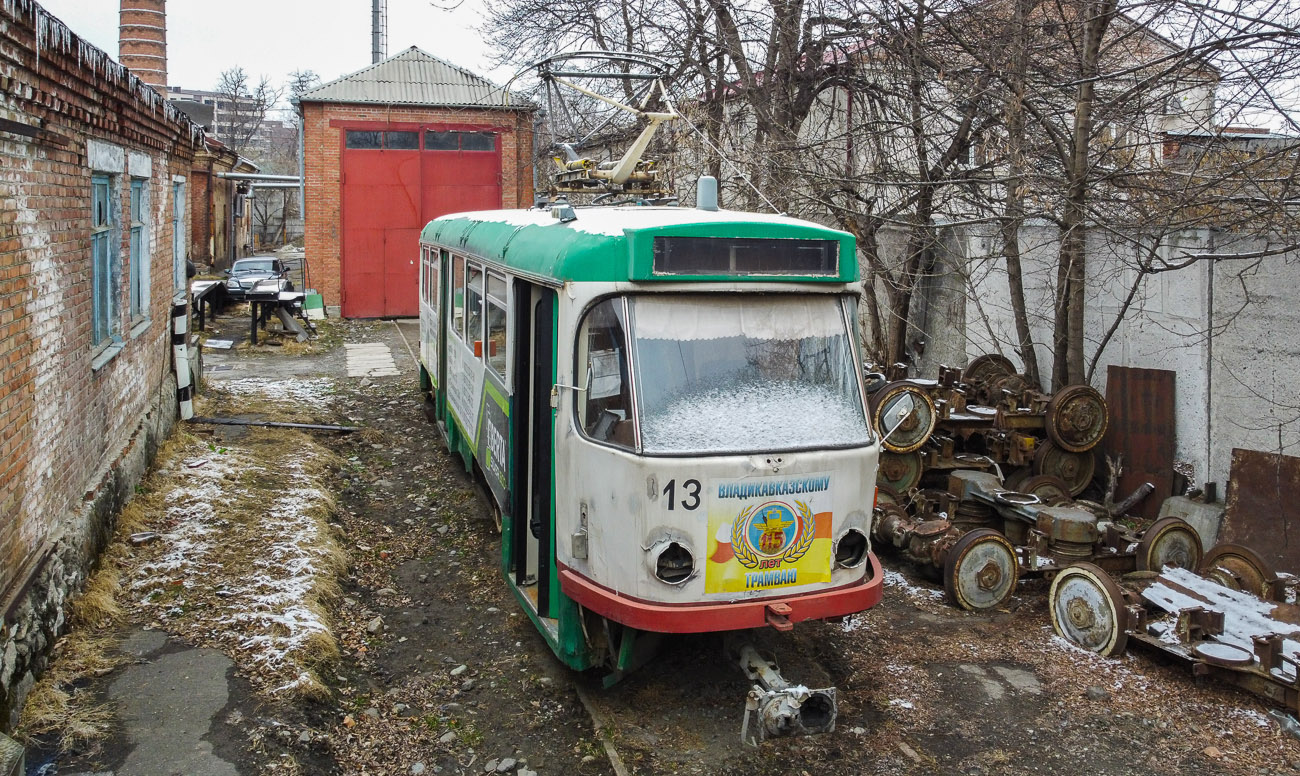
Начатая реставрация 13 вагона. Позднее вагон был списан, так и не пройдя её. 2021 год

В июле 2021 года трамвайное депо, подстанции, контактная сеть перешли в собственность города.
С 1 февраля остановлено движение по проспекту Коста из-за ремонта путей от улицы Нальчинская до площади Героев. С 26 февраля остановлено движение по проспекту Мира из-за ремонта путей от площади Свободы до площади Штыба. Выпуск на линию с 26 февраля 2022 года составляет 10 вагонов.

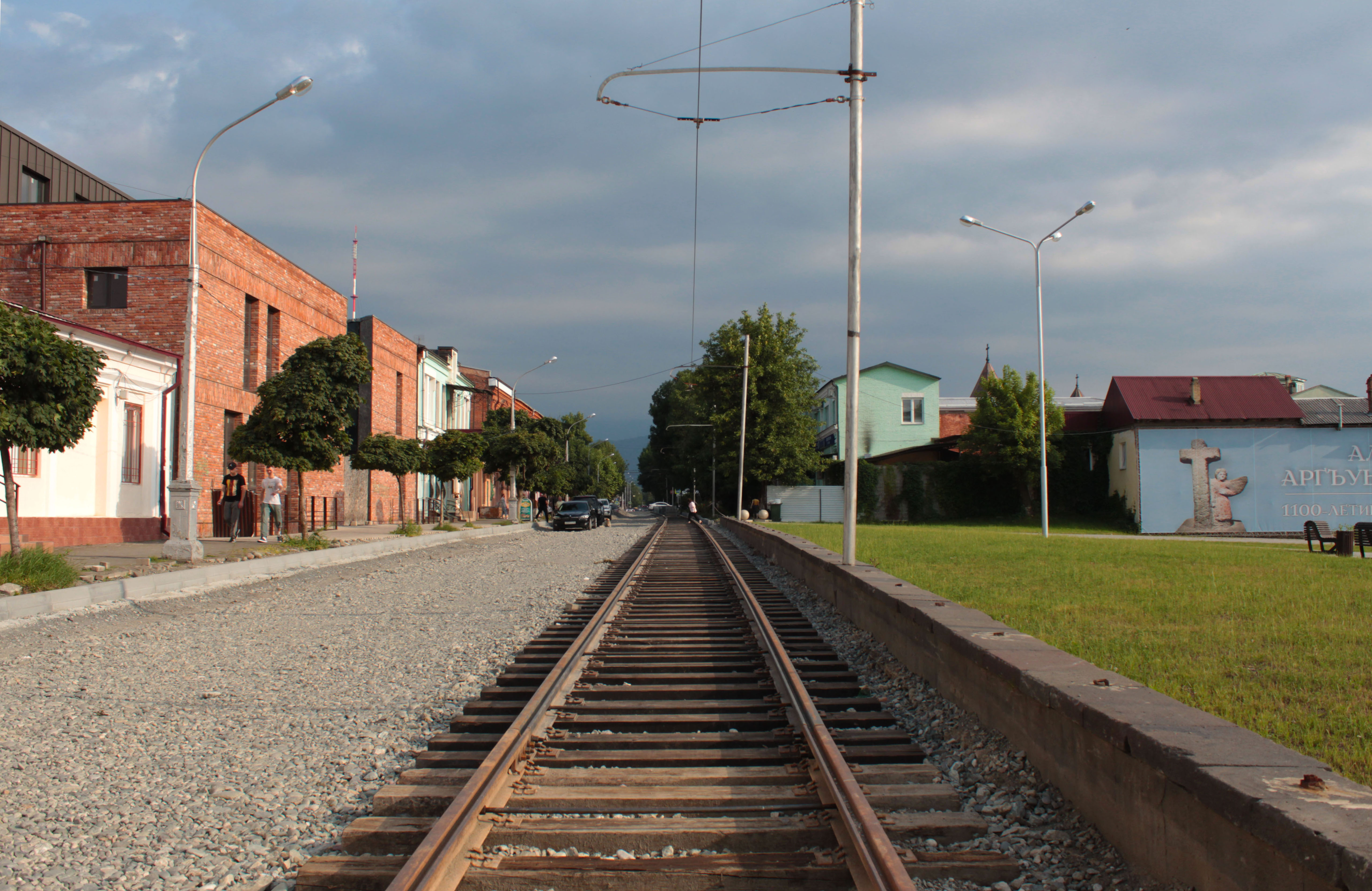
Ремонт рельс на Гаппо Баева. 2022 год.

С 5 октября 2022 года возобновлено движение по проспекту Мира. Выпуск на линии составляет 14 вагонов.
С 15 декабря 2022 года открыто движение по проспекту Коста. Выпуск на линии составляет 13-16 вагонов.
С 7 мая 2023 года, впервые за два года открыто движение до Водной станции. Выпуск на линии составляет 10-16 вагонов.
20 июня 2023 года Уралтрансмаш завершил поставку 28 вагонов модели 71-412, тем самым полностью обновив трамвайный парк города.
Со 2 декабря 2023 года появилась возможность безналичной оплаты проезда. Также с 1 апреля появилась транспортная карта "Северная Осетия", с помощью которой можно оплачивать проезд в трамваях и муниципальных автобусах

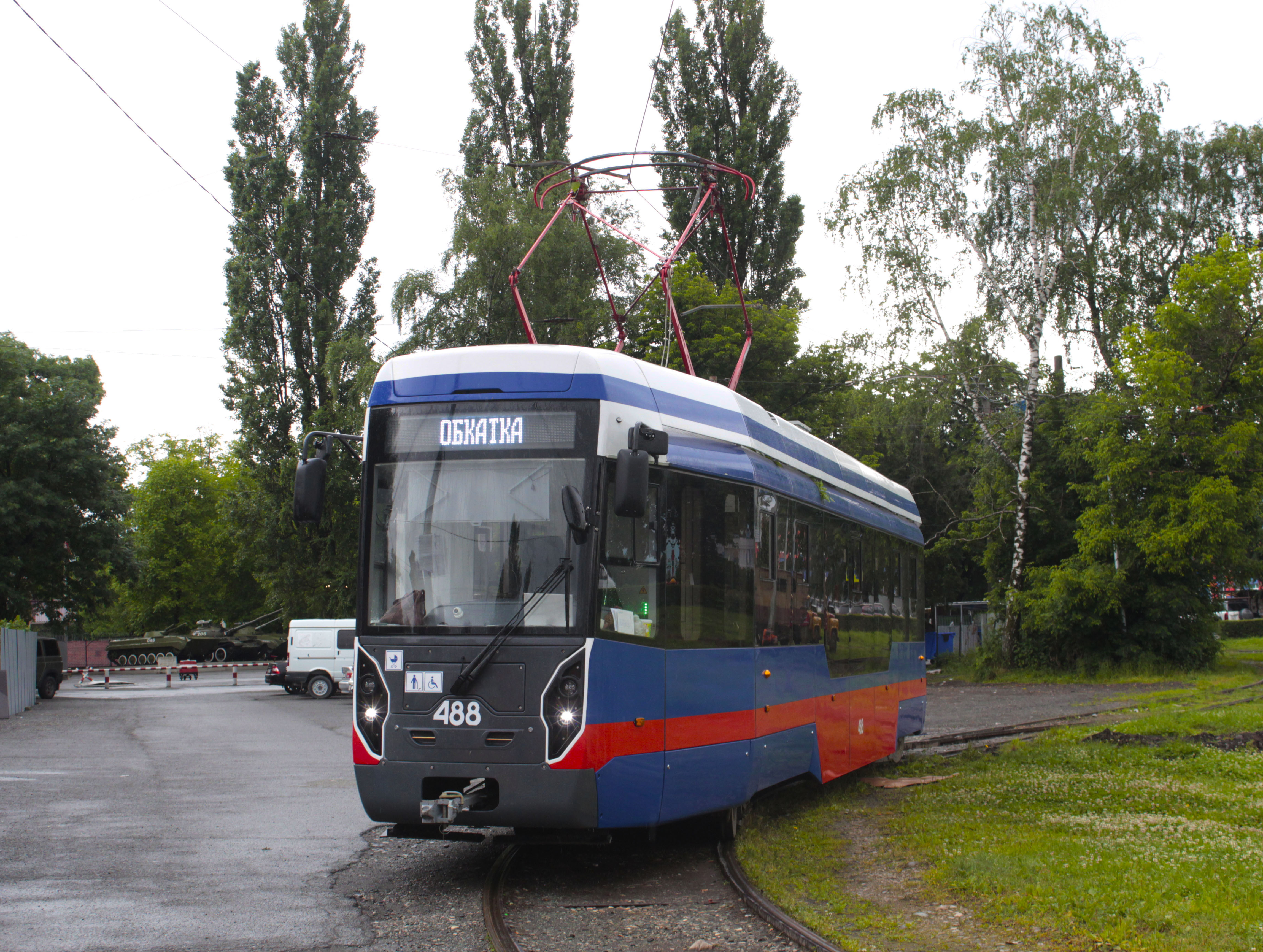
Трамвай "Спутник" разворачивается задним ходом на кольце "ОЗАТЭ"

С 1 июня 2024 года запущен маршрут "Спутник" (вагон-челнок) от ОЗАТЭ до Водной станции. Маршрут работает вместе с маршрутами 2/10 и пересадкой.
Также с 1 июня 2024 года запущена скидка по безналичной оплате по карте "МИР", стоимость проезда по данной карте составляет 8 рублей.
С 6 июня 2024 года прекращено движение маршрута "Спутник" и возобновлено полное движение маршрутов 5/9. Выпуск на линию составляет 12-14 вагонов.

### Трамваи широкой колеи
Создание трамваев широкой колеи началось с перешивки главной городской линии: от Чугунного моста через пл. Штыба, по ул. Свободы (обратно по ул. Чермена Баева; здесь участки были однопутные), Пролетарскому проспекту и Московской улице до вокзала железной дороги. Эта первая линия широкой колеи длиной 4,8 км (2,4 км по оси улиц) заработала с июня 1934 года. Осенью того же года сеть была расширена: новая ширококолейная линия длиной 1,6 км (0,8 км по оси улицы) прошла от вокзала по ул. Маркова до угла Подгородной (Чкалова) и заводов «Электроцинк» и вагоноремонтного. К годовщине революции — 7 ноября 1934 года движение по этому участку было открыто. К концу 1934 года совокупная длина путей широкой колеи достигла 6,4 км. Первая линия трамвая прошла от Чугунного моста до «Электроцинка». Длина остатка узкой колеи на тот момент составляла 8,3 км.
Строительство ширококолейной линии продолжалось и весной 1935 года было закончено строительство продолжения линии от «Электроцинка» по улицам Подгордной (Чкалова) через Курскую слободку, по ул. Камалова, Северо-Степной (ныне Чапаева) и Институтской мимо мясокомбината, кожзавода, крахмального завода до института цветных металлов. В первых числах июля 1935 года на этом участке длиной 6,2 км открылось постоянное трамвайное сообщение. Вся ширококолейная линия от Чугунного моста до института цветных металлов составляла 12,4 км, она была полностью двухколейной.
Перешивка трамвая привела к росту перевозок: в 1934 г. — 5.422 тыс., в 1935 г. — 11.090 тыс. пассажиров.
В качестве продолжения работ по перешивке к весне 1936 года была осуществлена перешивка линии по Чугунному мосту и ул. Республиканской (Плиева) и уложена новая двухколейная линия по ул. Ноя Буачидзе до нового кольца на Апшеронской площади длиной и однопутная ветка от ул. Ноя Буачидзе по ул. Будённого (Пашковского) до старого трамвайного депо.
С середины мая 1936 года начались пассажироперевозки на ширококолейных вагонах через Чугунный мост до угла ул. Ноя Буачидзе, а в начале июня — по улице Ноя Буачидзе до кольца на Апшеронской площади. Трамвайная ширококолейная система была продлена на 4,5 км. Перешивка Владикавказской трамвайной системы с узкой колеи на широкую была завершена.

## Подвижной состав: вагоны и маршруты
| Год       | 1904 | 1914                         | 1 октября 1926 | 1 октября 1927 | 1 октября 1928 | Конец 1929 | 1930 | 1931 |
| --------- | ---- | ---------------------------- | -------------- | -------------- | -------------- | ---------- | ---- | ---- |
| Моторных  | 12   | 19(12 закрытых и 7 открытых) |                |                |                |            |      |      |
| Прицепных |      | 5                            |                |                |                |            |      |      |
| Всего     | 12   | 24                           | 12             | 15             | 18             | 19         | 22   | 28   |

Известно, что во Владикавказе на момент закрытия линии работало 28 узкоколейных трамваев. После перешивки несколько вагонов были переданы в трамвайные предприятия Крыма (Симферополь и, возможно, в Евпаторию).
| № | Маршрут | Открытие |
| - | --- | -------- |
| 1 | От Чугунного моста, по Александровскому проспекту (ныне Мира), Московской улице (Кирова), до вокзала железной дороги. | 1904     |
| 2 | От Базарной площади, по улицам Марьинской (Маркуса), Грозненской (Куйбышева), через Театральную (Ленина) площадь, далее по улицам Ремесленной (Баллаева), Слепцовской (Маяковского), через Трамвайный мост, мимо трамвайного депо, по улицам Генеральской (Пашковского), Михайловской (К. Маркса), Ольгинской (Генерала Плиева), через Чугунный мост, до Краснорядской площади (Штыба). | 1904     |
| 3 | От Базарной площади, по улицам Марьинской (Маркуса), Госпитальной (Титова), Воздвиженской (Августовских событий), до конца Курской слободки. | 1904     |

### Итоги и демонтаж
| Год | 1904   | 1909    | 1912    | 1913    | 1924    |
| Длина | 8,5 км | 10,2 км | 11,9 км | 12,5 км | 14,2 км |
| В период максимального развития сети – 1924 год расстояние между самыми дальними точками сети – Курской слободкой и пехотной школой (тогда кадетский корпус) было 7 км |        |         |         |         |         |

К началу 30-х годов XX века стало ясно, что узкоколейный трамвай, при всей полезности в городских перевозках, не имеет будущего.
С одной стороны с каждым годом трамвайное хозяйство изнашивается всё больше, с другой — узкоколейный трамвайный подвижной состав в конце 20-х годов в стране уже не выпускался, а с третьей — требовалось расширение трамвайной сети. Все эти причины привели к тому, что в планы второй пятилетки (1933—1937 годы) была включена полная реконструкция Орджоникидзевского трамвая.
| Год  | Пассажиров |
| ---- | ---------- |
| 1921 | 2 070 000  |
| 1924 | 1 131 000  |

С 1933 по 1937 годы была произведена перешивка трамвая с колеи 1 000 мм на колею 1 524 мм. Осенью 1933 года началась перешивка линии от вокзала до Чугунного моста. Движение новых ширококолейных вагонов по этой линии открыто в июне 1934 года. Поначалу новые ширококолейные вагоны не могли попасть в трамвайное депо, так как к нему ещё не была подведена линия широкой колеи и отстаивались в тупиках возле железнодорожного вокзала. Последний узкоколейный трамвай прошёл по городу в мае 1936 года.

### Подвижной состав трамвая широкой колеи
В мае 1934 года прибыли 8 трамвайных поездов (8 моторных и 8 прицепных вагонов) производства Мытищинского завода, а также один моторный вагон МВ из Ленинграда, в качестве подарка городу. В июне 1934 года новые вагоны открыли движение по первой линии широкой колеи.

### С 1934 до 1969:Х-М,МС-МСП,КТМ-П-1,КТМ-П-2
После окончания строительства второй очереди, в августе 1935 года с Мытищинского завода прибыли ещё 2 моторных вагона; в июне 1936 для третьей линии прибыли 6 моторных и 2 прицепных вагона. Накануне войны в депо имелись 21 моторный и 18 прицепных вагонов.
В период войны было потеряно 8 вагонов. Потребности в перевозках увеличивались, трамвайная сеть расширялась. В 1952 году из Ленинграда прибыли три старых прицепных вагона МСП и 4 новых поезда КТМ-П-1; в 1956 году поступило ещё два поезда КТМ-П-1 и два поезда МС-МСП из Ленинграда после капитального ремонта. В 1957 году город обслуживало 54 вагона.

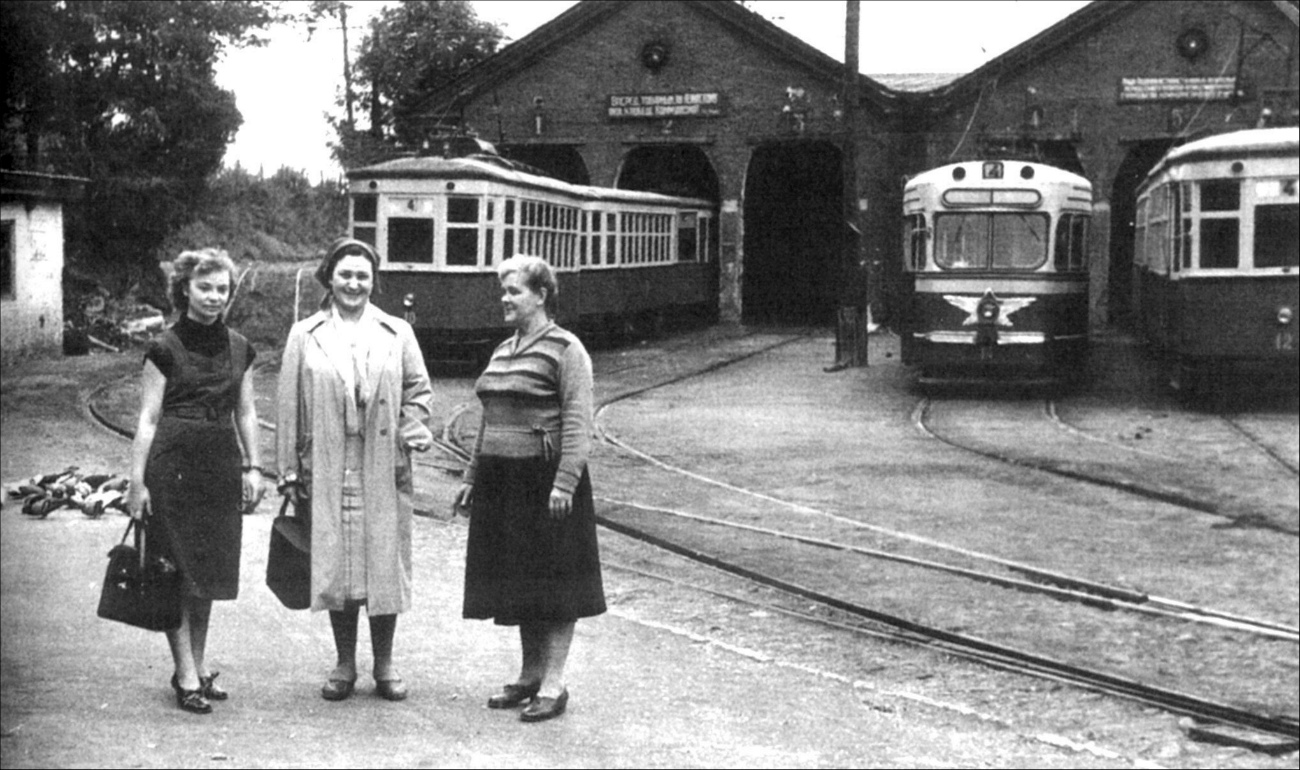
Работники депо на фоне вагонов. 1958 год.

В 1958 году в город прибыли ещё два трамвайных поезда КТМ-П-l и 2 моторных вагона МС б/у из Ленинграда, а в 1959 году — 5 поездов КТМ-П-1.
По состоянию на конец 1960 года в парке города имелось 77 вагонов. Основу парка составляли 20 моторных вагонов типа «Х» и 21 типа прицепной вагон «М», поступившие во Владикавказ в 1934—1939 годах с Мытищинского и Усть-Катавского заводов.
Кроме этого имелось 36 вагонов (18 поездов) КТМ-П-1.

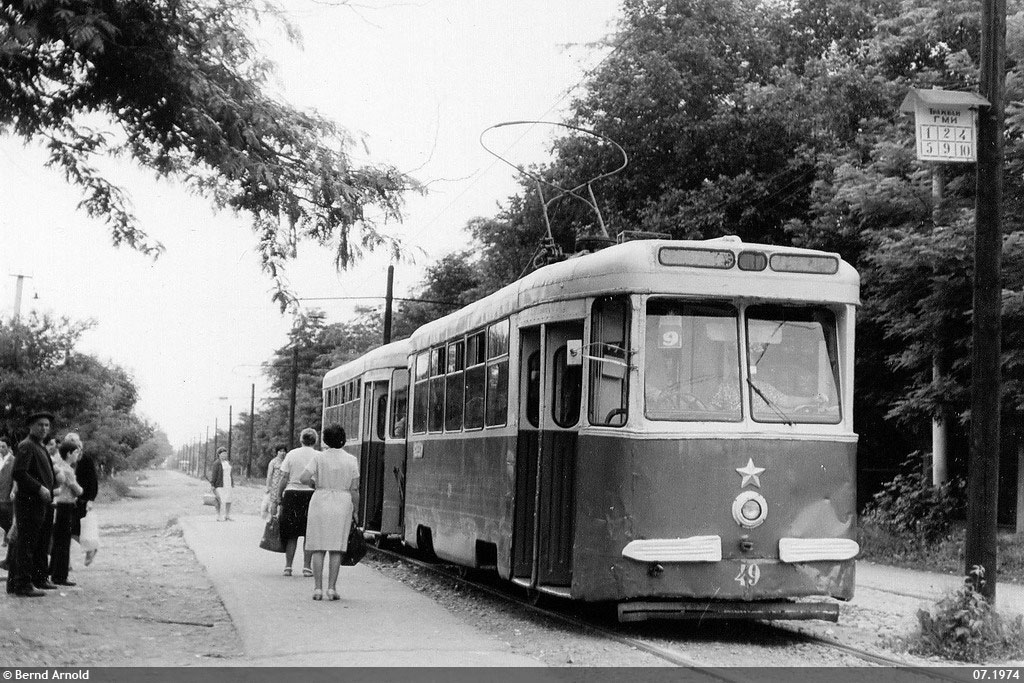
КТМ-П-2 на остановке ГМИ. 1974 год.

В октябре 1961 года поступили три первых поезда КТМ-П-2 с Усть-Катавского завода. На 1962 год было запланировано начало строительства нового трамвайного депо на 50 мест на ул. Дзержинского и с подведением к нему служебной линии длиной 1 км. В июле 1965 года было 100 вагонов, из них были составлены 52 поезда, в том числе использовались старые вагоны Мытищинского завода.
В 1961—1969 годах в город поступило ещё 38 трамвайных поездов КТМ-П-2.
К концу 60-х годов XX века было произведено обновление вагонного парка: старые довоенные вагоны были полностью списаны. По мере поступления новых вагонов продолжали списываться старые. В июле 1979 года трамвай отметил 75-летний юбилей, на тот момент вагонный парк состоял из 104 вагонов Татра-3.
К тому моменту все трамвайные поезда КТМ-П-1 и КТМ-П-2 уже были списаны (в основном во время массового списания 1976 года). В 1981—1987 годах во Владикавказ поступило ещё 10 вагонов Т-3.

### С 1970 до 1989:Татра T3,Tatra T6B5
C 1972 года трамвайная сеть Владикавказа начинает пополняться вагонами Tatra T3. По состоянию на конец 1974 года количество этих вагонов достигло 34, в 1975 году парк Владикавказа пополнился ещё 30 единицами.
В 1983 году во Владикавказ поступил Сетеизмеритель НТТРЗ. Позже списанный в 2005 году.
С осени 1988 года на трамвайную сеть поступили первые вагоны Tatra T6B5, всего было получено 20 трамваев этой модели. В том же году поступили вагоны, позднее переданные в Екатеринбург (1993, 2003).

### C 1990:КТМ-5М3,71-608,Tatra T4D,Tatra T3D,Tatra Т4D-MI,Tatra T4DM,71-412
В 1990 году поступили 2 снегоочистителя модели ВТК-01. Один из вагонов с 2011 является донором для другого. В октябре-декабре 2023 года один вагон был капитально отремонтирован (заменена электрика, тормоза, щетки, полы, вагон перекрашен).
В сентябре 1991 года трамвайный парк Владикавказа пополнился 20 вагонами КТМ-5М3, а в 1993 году поступил 21 вагон нового поколения 71-608.
В 1994 году 10 вагонов Tatra T6B5 были проданы в Екатеринбург, один из которых использовался для создания модели 71-401.
В 1996 году с целью обновления подвижного состава в Лейпциге было закуплено 10 вагонов Tatra T4D б/у.
В 1997—1998 годах пришли ещё 12 вагонов Tatra T3D из Шверина и Хемница (Германия).
В 2002 году получено ещё 14 вагонов Tatra Т4D-MI из Дрездена, они вышли на линию в самом конце 2002 года. Один из них в 2009 году переделали в музейный. Некоторые вагоны проработали до 2019 года.
В 2003 году было получено ещё 2 вагона Tatra T4DM, которые были списаны в 2013 году.
В 2005 году было поставлено 15 вагонов модели Tatra T3SU из Москвы. Изначально эти вагоны поставлялись для разборки на запчасти, но они заменили списанные вагоны и проездили до 2009 года.
В 2008—2010 годах 18 вагонов Tatra T4DM поступили в эксплуатацию из Магдебурга. Один вагон был списан в 2012 году. С 2022 года начато массовое списание вагонов данной модели.
В 2021 году на испытания поступил вагон 71-407-01. Вскоре должны поступить трамвайные вагоны от УВЗ. Из-за несоответствия дорожного полотна эта модель не получила одобрение на её использование.
За период с 2022 по 2023 года поступило 28 вагонов модели 71-412.
С 16 октября 2023 года прекращен выпуск на линию трамваев модели Tatra T4DM. Единственный вагон модели Tatra Т4D-MI курсирует по праздникам и на заказ, а также используется в служебных целях.

## Другие транспортные проекты
Транспортные проекты, созданные трамвайным управлениемВ 1968 году в районе водной станции была построена детская кольцевая железная дорога.
15 февраля 1977 года началась работа Владикавказского троллейбуса.
В 1980 году была сооружена пассажирская подвесная канатная дорога от водной станции на гору Лысая длиной 3 км.

## Современные маршруты
| Действующие маршруты Владикавказа |                                | |                                                                             |
| №                                 | Конечные пункты                | Маршрут | Примечание                                                                  |
| 1                                 | ул. Весенняя — ул. Чапаева     | ул. Генерала Дзусова — Международная ул. — Московская ул. — просп. Доватора — ул. Калинина — просп. Коста — ул. Генерала Плиева — просп. Мира — ул. Кирова — ул. Маркова — ул. Чкалова — ул. Камалова — ул. Чапаева — ул. Калинина — Весенняя ул. — ул. Генерала Дзусова |                                                                             |
| 2                                 | ОЗАТЭ — ул. Тельмана           | ул. Николаева — ул. Чапаева — ул. Камалова — ул. Чкалова — ул. Маркова — ул. Кирова — просп. Мира — ул. Генерала Плиева — просп. Коста — ОЗАТЭ — просп. Коста — ул. Чапаева — ул. Николаева                                                                              | Маршрут Осенне-Зимнего периода                                              |
| 4                                 | ул. Весенняя — ул. Чапаева     | ул. Генерала Дзусова — Весенняя ул. — ул. Калинина — ул. Чапаева — ул. Камалова — ул. Чкалова — ул. Маркова — ул. Кирова — просп. Мира — ул. Генерала Плиева — просп. Коста — ул. Калинина — Московская ул. — Международная ул. — ул. Генерала Дзусова                   |                                                                             |
| 5                                 | Водная станция — ул. Тельмана  | ул. Николаева — ул. Чапаева — ул. Камалова — ул. Чкалова — ул. Маркова — ул. Кирова — просп. Мира — ул. Генерала Плиева — просп. Коста — ОЗАТЭ — Водная станция —ОЗАТЭ — просп. Коста — ул. Чапаева — ул. Николаева                                                      | Маршрут Весенне-Летнего периода                                             |
| 7                                 | ул. Леваневского — ул. Чапаева | ул. Калоева — ул. Калинина — просп. Коста — ул. Генерала Плиева — просп. Мира — ул. Кирова — ул. Маркова — ул. Чкалова — ул. Камалова — ул. Чапаева — ул. Калинина — ул. Леваневского                                                                                    |                                                                             |
| 8                                 | ул. Леваневского — ул. Чапаева | ул. Леваневского — ул. Чапаева — ул. Камалова — ул. Чкалова — ул. Маркова — ул. Кирова — просп. Мира — ул. Генерала Плиева — просп. Коста — ул. Калинина — ул. Калоева                                                                                                   |                                                                             |
| 9                                 | Водная станция — ул. Тельмана  | ул. Николаева — ул. Чапаева — просп. Коста — ОЗАТЭ — Водная станция — ОЗАТЭ — просп. Коста — ул. Генерала Плиева — просп. Мира — ул. Кирова — ул. Маркова — ул. Чкалова — ул. Камалова — ул. Чапаева — ул. Николаева                                                     | Маршрут Весенне-Летнего периода                                             |
| 10                                | ОЗАТЭ — ул. Тельмана           | ул. Николаева — ул. Чапаева — просп. Коста — ОЗАТЭ — просп. Коста — ул. Генерала Плиева — просп. Мира — ул. Кирова — ул. Маркова — ул. Чкалова — ул. Камалова — ул. Чапаева — ул. Николаева                                                                              | Маршрут Осенне-Зимнего периода                                              |
| Спутник                           | ОЗАТЭ — Водная станция         | ОЗАТЭ — проспект Коста — Водная станция — проспект Коста — ОЗАТЭ | Временный маршрут Летнего периода (работает вместе с маршрутами 2/10 летом) |

## В литературе
Владикавказский трамвай упоминается в одном из стихотворений осетинского поэта Коста Хетагурова. В этом произведении описан кондуктор трамвая, который движется мимо современного дома № 11 по улице Чермена Баева. В этом доме проживала муза поэта Анна Яковлевна Попова.

«Высокий барский дом…подъезд с гербом старинным…

Узорчатый балкон….стеклянный мезонин…

Закрытый экипаж…ямщик с пером павлиным…

И с медною трубою кондуктор-осетин»

## Галерея

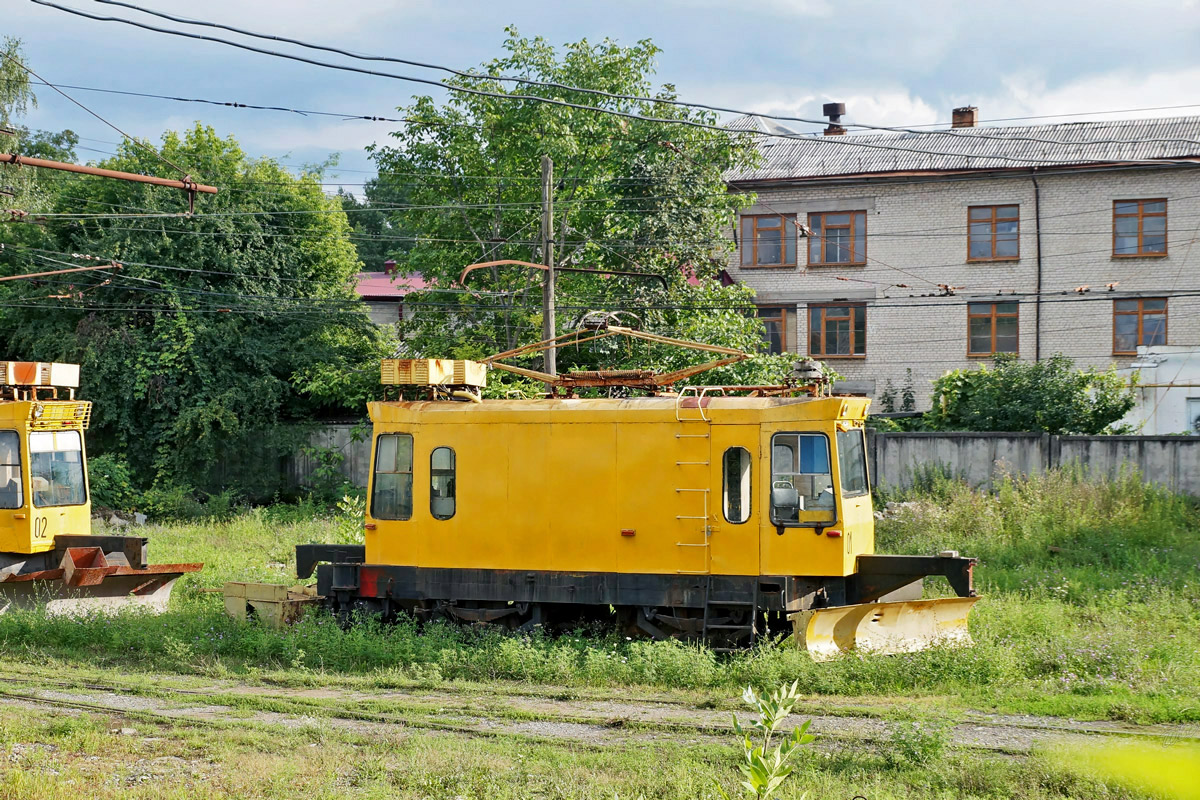
Снегоочиститель ВТК-01 в трамвайном депо.
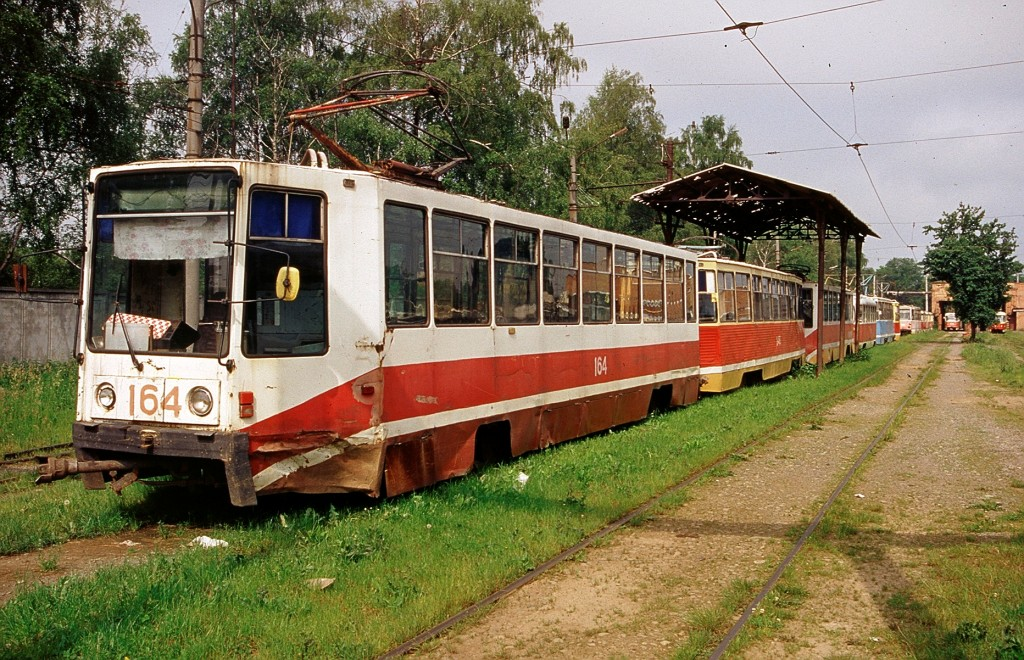
71-608 в ПТО Владикавказа. Примерно 1995 год.
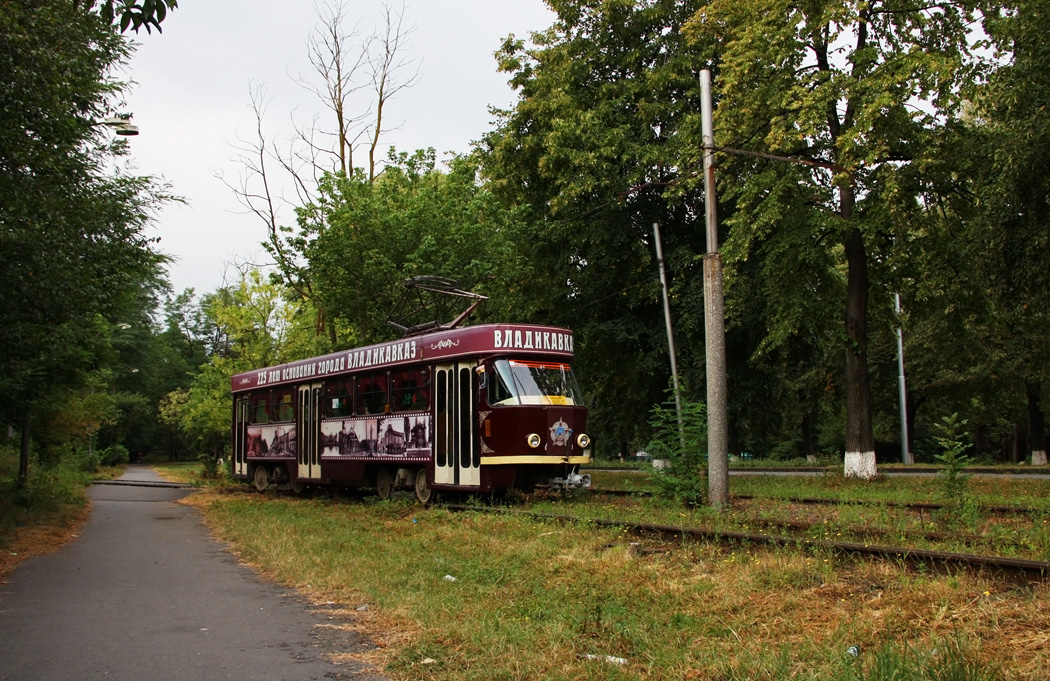
Музейный вагон Tatra T4D-MI
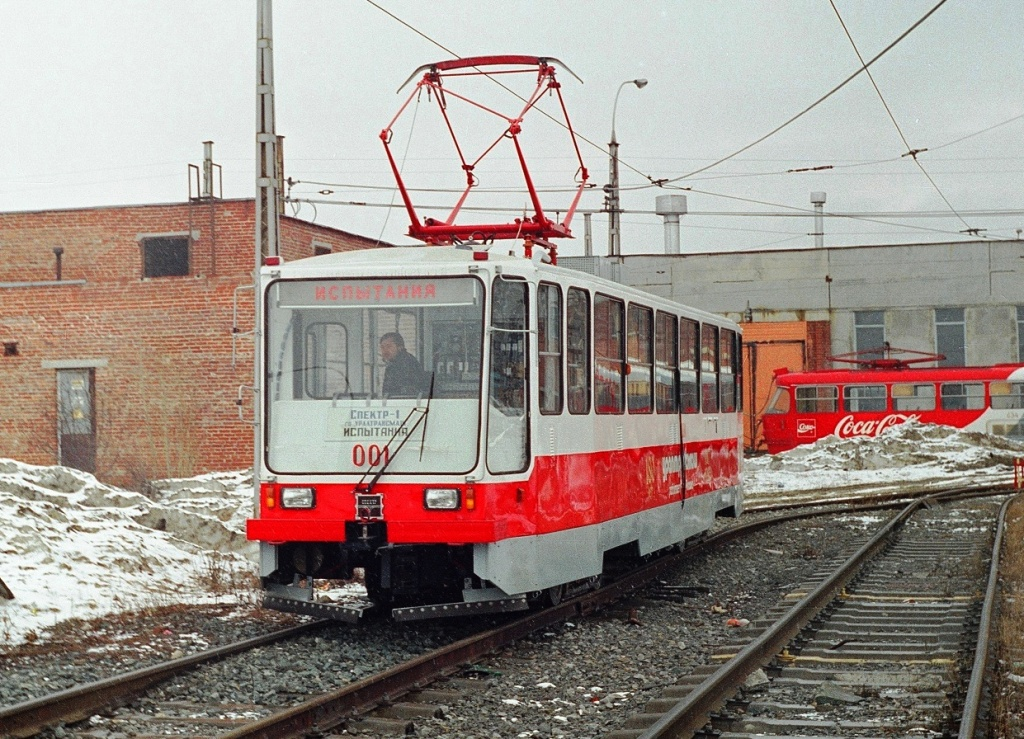
Tatra T6B5 из Владикавказа, переделанный в модель 71-401 проходит испытания в Екатеринбурге. 1998 год.
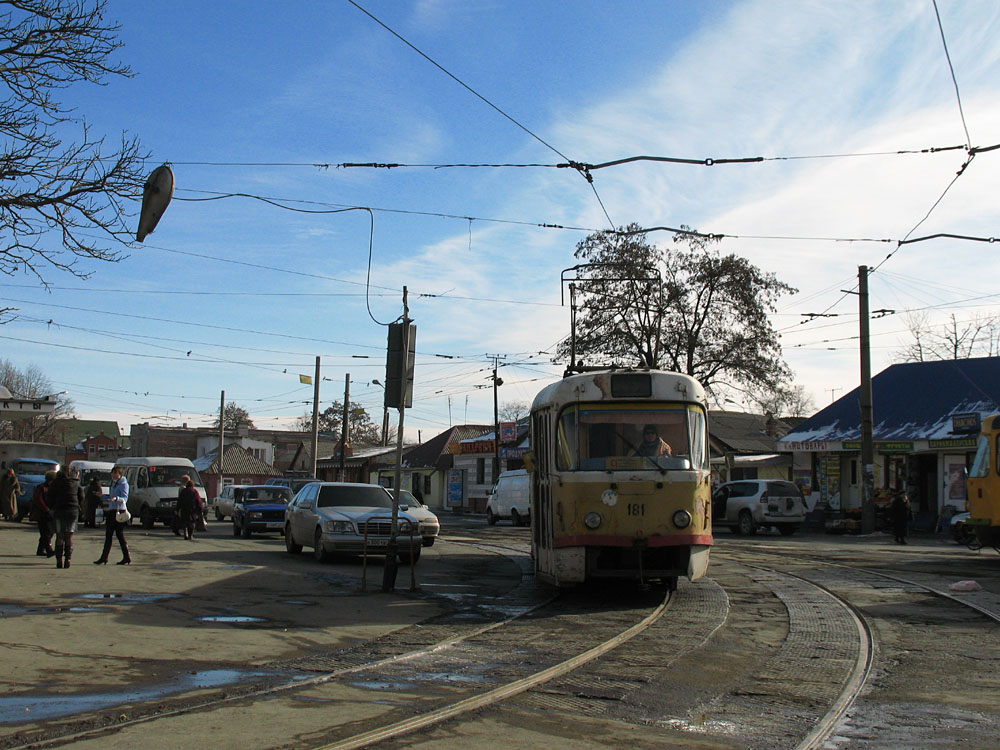
Трамвайный вагон из Москвы Tatra T3SU во Владикавказе. Примерно 2005 год.
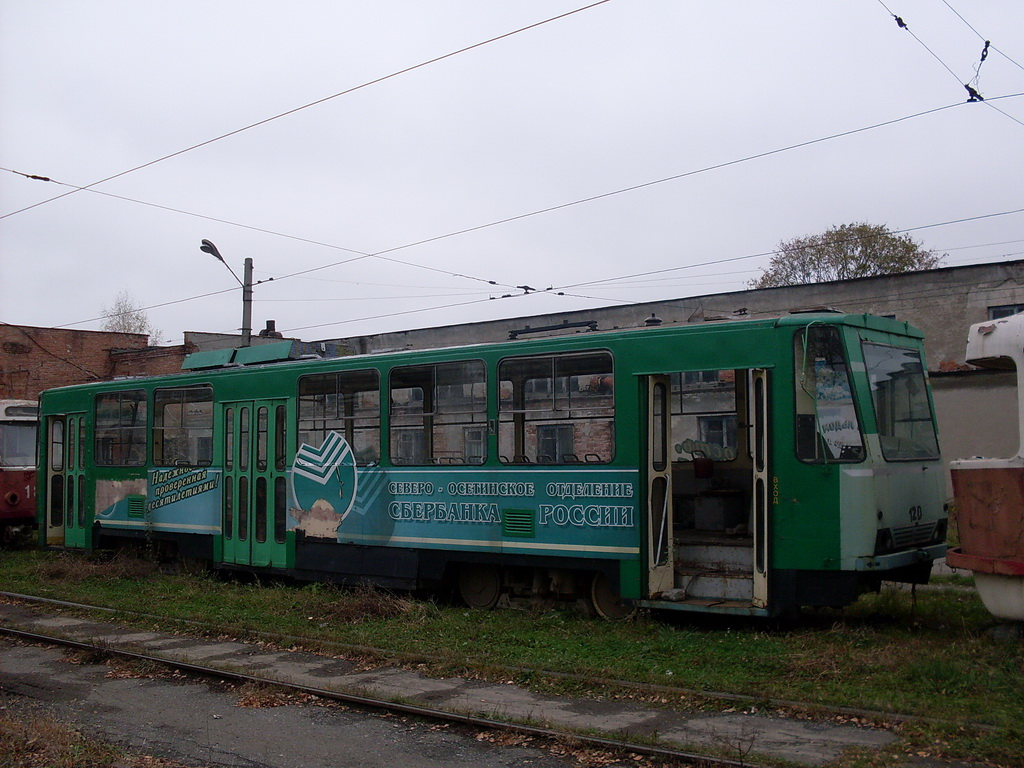
Tatra T6B5 в трамвайном депо Владикавказа. 2009 год.
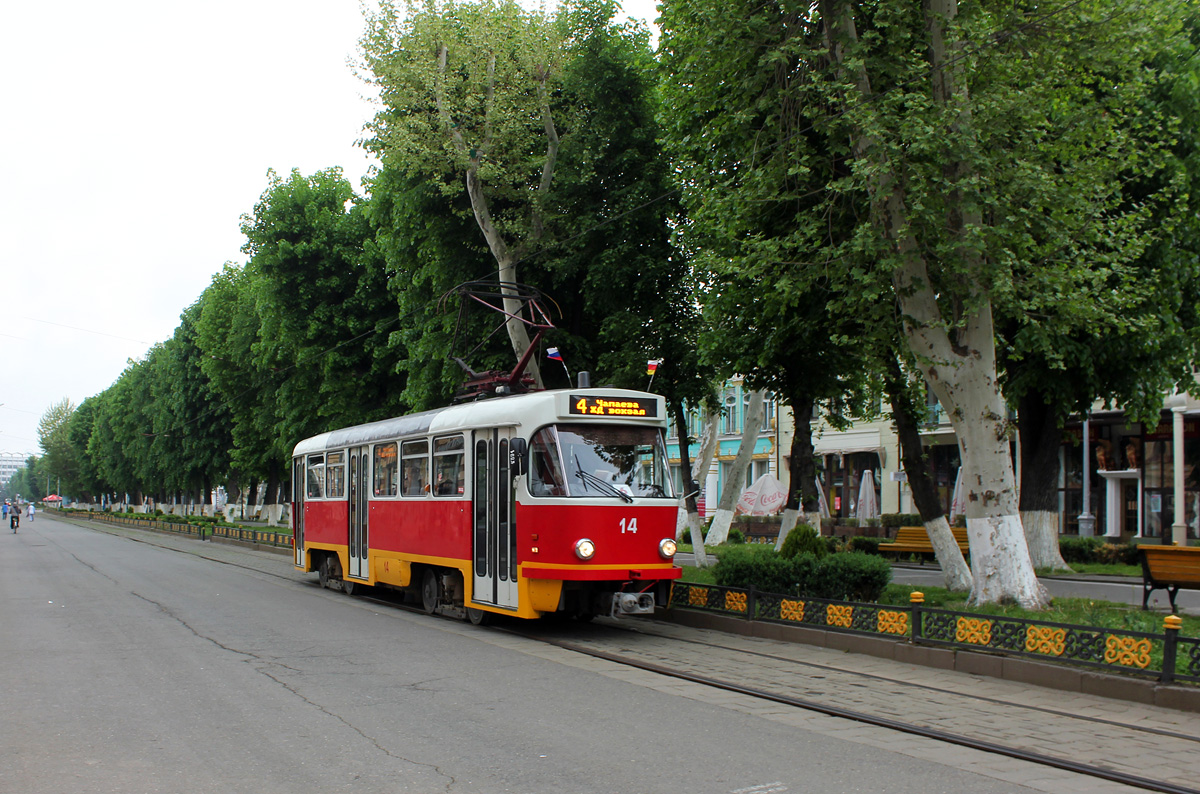
Трамвай Tatra T4DM после реставрации.
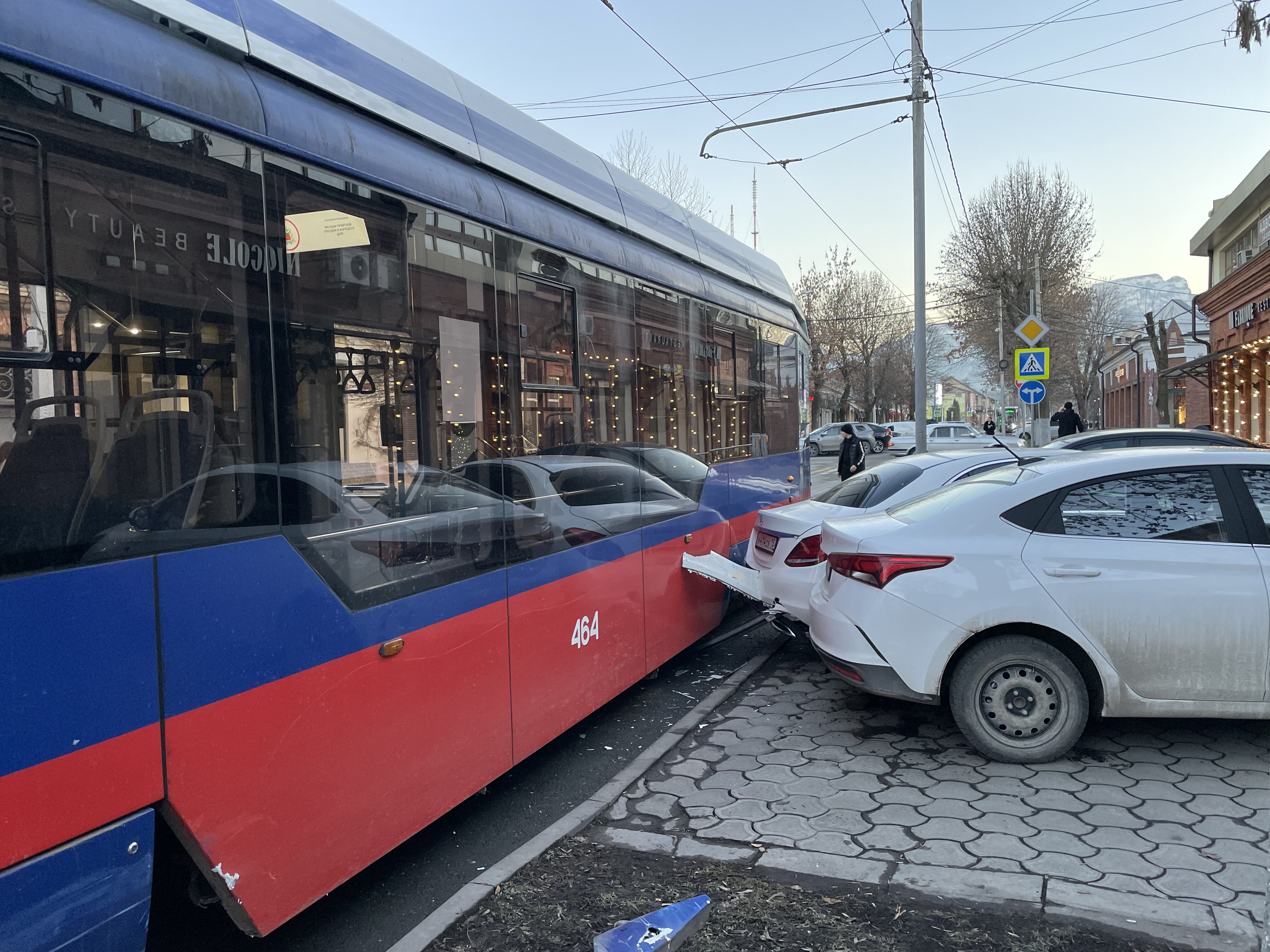
ДТП около дома № 20 по улице Гаппо Баева